# Colata centrifuga
La colata centrifuga è un processo di produzione industriale del tipo fusione, in cui materiale liquido (metallo, materia plastica) viene immesso in una forma permanente tubolare, detta stampo, aiutato da una forza centrifuga.
La forza centrifuga non solo aiuta il riempimento della forma, e cioè l'adesione del materiale di colata alla parete interna dello stampo, ma dosando il materiale in modo opportuno si ottiene l'effetto che il pezzo prodotto rimane cavo lungo l'asse di rotazione dello stampo.
Dopo la solidificazione del materiale, la forma viene tolta e si ha un prodotto semilavorato, da trattare in superficie, o anche un prodotto finito.
In virtù dell'utensile impiegato, la colata centrifuga viene detta anche rotostampaggio.
Per quanto riguarda la plastica lo stampaggio riguarda polveri di resine con dimensioni del granulo da 0,25 a 0,55 mm di diametro, ottenute per polverizzazione in ambiente criogenico (mulini che lavorano a -65 °C), la velocità di rotazione non supera mai i 20 giri al minuto, normalmente il rapporto di rotazione tra i due assi è di 1 a 4.
I materiali utilizzati sono, nella grandissima maggioranza dei casi, poliolefine, soprattutto polietilene nei molti gradi disponibili per rotazionale a seconda della densità richiesta, il grado più diffuso è il LLDPE (linear low density poly ethylene), anche se esistono gradi da rotazionale di PA, in particolare PA12, ma sono stati provati negli anni PC, PETG, PBT, ABS e copoliesteri anche elastomerici, ma, a differenza delle polieolefine, che sono apolari, altri materiali hanno la necessità di essere deumidificati per poter essere stampati, operazione che rende antieconomico il loro utilizzo.
Lo stampaggio rotazionale avviene per semplice somministrazione di energia termica al complesso supporto dello stampo-stampo-materiale polverizzato, grazie all'energia termica il materiale raggiunge la temperatura di fusione e riveste le pareti dello stampo, il processo è tra i più lenti dello stampaggio di materie plastiche, ma consente di ottenere parti anche di grande dimensione (il record probabilmente viene raggiunto dai serbatoi e silos per usi agricoli che possono arrivare a 35.000 litri).
Gli stampi per rotazionale devono essere costruiti in maniera da somministrare il più rapidamente possibile il calore alla polvere, abitualmente si considera una differenza di +100 °C tra esterno dello stampo nella camera di stampaggio ed interno dello stampo, il polietilene ha una temperatura di fusione variabile tra 127 e 145 °C, il polipropilene circa 30 °C in più, le caratteristiche positive dei materiali poliolefinici sono: resistenza chimica eccellente (solo l'uso prolungato nel tempo di tensioattivi anionici può degradare il polietilene), resistenza agli UV ai massimi livelli, resistenza agli urti con una forbice di utilizzo dai -40 °C (container per trasporto aereo in cargo non pressurizzati) a +115 °C per il polipropilene (componentistica automotive sottocofano).
Molte sono le tecniche di costruzione degli stampi, le più storicamente diffuse sono la costruzione in carpenteria di lamiera di ferro per forme semplici (serbatoistica, segnaletica, giardinaggio) e la fusione di alluminio partendo da modelli in legno o resina per forme più complesse, ma nel tempo si sono sviluppate altre tecniche, come la deposizione galvanica di nickel per ottenere finiture superficiali particolarmente impegnative, ma anche la lavorazione a controllo numerico da blocco di alluminio con frese ad alta velocità con risultati qualitativi superiori e pari agli stampi ad iniezione, oppure la tecnica mista: fusione con sovrametallo da asportare a controllo numerico e carpenteria di alluminio per le parti di completamento.
Sono stati testati anche stampi in fibra di vetro con matrice in resina epossidica (adatti a produzioni prototipali di poche unità, dato il degrado termico rapido della resina) e stampi in prepreg di carbonio (brevettati dalla italiana Spin) che sfruttano la rapidità di trasmissione dell'energia termica della fibra di carbonio, molto superiore al vetro, per ottenere stampi per serie limitate (100-500 pezzi) particolarmente rapidi come ciclo di stampaggio.
Gli stampi non sono sollecitati meccanicamente se non in maniera molto modesta, sono sollecitati termicamente, dovendo passare dai 40-50 °C in cui lo stampo viene aperto e la polvere di plastica inserita in esso e la fase di stampaggio che può variare tra i 240 ed i 300 °C per materiali come il polipropilene.
La forza che fa aderire il materiale allo stampo è solamente l'energia termica, ciò fa sì che il materiale non "copi" la finitura dello stampo perfettamente.
Tutte le caratteristiche citate portano ad utilizzare lo stampaggio rotazionale per serie limitate di parti complesse e di grandi dimensioni in settori quali nautica (canoe, kayak, boe, pontili galleggianti, scafi di derive e piccole imbarcazioni a motore), arredamento (divani, poltrone, chaise longue, posti di lavoro, corpi di lampade), arredo urbano, giochi per esterni, portando ad una ricerca di finiture superficiali sempre più attraenti, arrivando alla verniciatura, previa modifica delle caratteristiche superficiali delle poliolefine per "polarizzarle" e renderle capaci di far aderire vernici, in particolare per usi automotive ed arredamento, fino ad arrivare alla floccatura con PA ed allo sputtering anche di materiali metallici.